# 蓮華山城
蓮華山城（れんげやまじょう）は、周防国玖珂郡（現在の山口県岩国市周東町）にあった日本の城（山城）。

## 沿革
築城年代については、関東管領・上杉憲実に従って周防国に下向した太田時直の頃（享徳年間以降）と、大内氏、後に毛利氏に従った椙杜隆康の時代（天文年間）の築城説がある。
1555年（弘治元年）に、陶晴賢が厳島の戦いで討死し、同年より毛利氏が周防・長門国への侵攻を開始した（防長経略）。その際に城主であった椙杜隆康は、毛利氏の侵攻前後に毛利元就と誼を通じており、即座に降伏。近隣の杉隆泰も降伏したが、隆泰は大内氏とも連携を取っていたとされ、最終的に毛利氏の攻撃を受けることとなった。蓮華山城は、鞍掛山城のすぐ北にある隣山だったため、毛利軍は蓮華山城から出陣。杉隆泰の居城・鞍掛山城の背後から早朝、奇襲を仕掛けた。不意を突かれた鞍掛方は混乱の最中に壊滅、杉隆泰も毛利氏に降った瀬田城主小方元康の手で討ち取られ、鞍掛山城は落城した（鞍掛合戦）。
その後、玖珂は完全に椙杜氏の領するところとなった。蓮華山城はこの後も玖珂の中心として栄えたが、後に廃城となった。廃城年は不明。

## 概要
標高576mの蓮華山の山頂に築城されており、頂上部に本丸があった。遺構としては、堀切や郭跡がある。